# Protea angustata
Protea angustata (лат.) — кустарник, вид рода Протея (Protea) семейства Протейные (Proteaceae), эндемик юго-западной части Капской области Южной Африки.

## Ботаническое описание

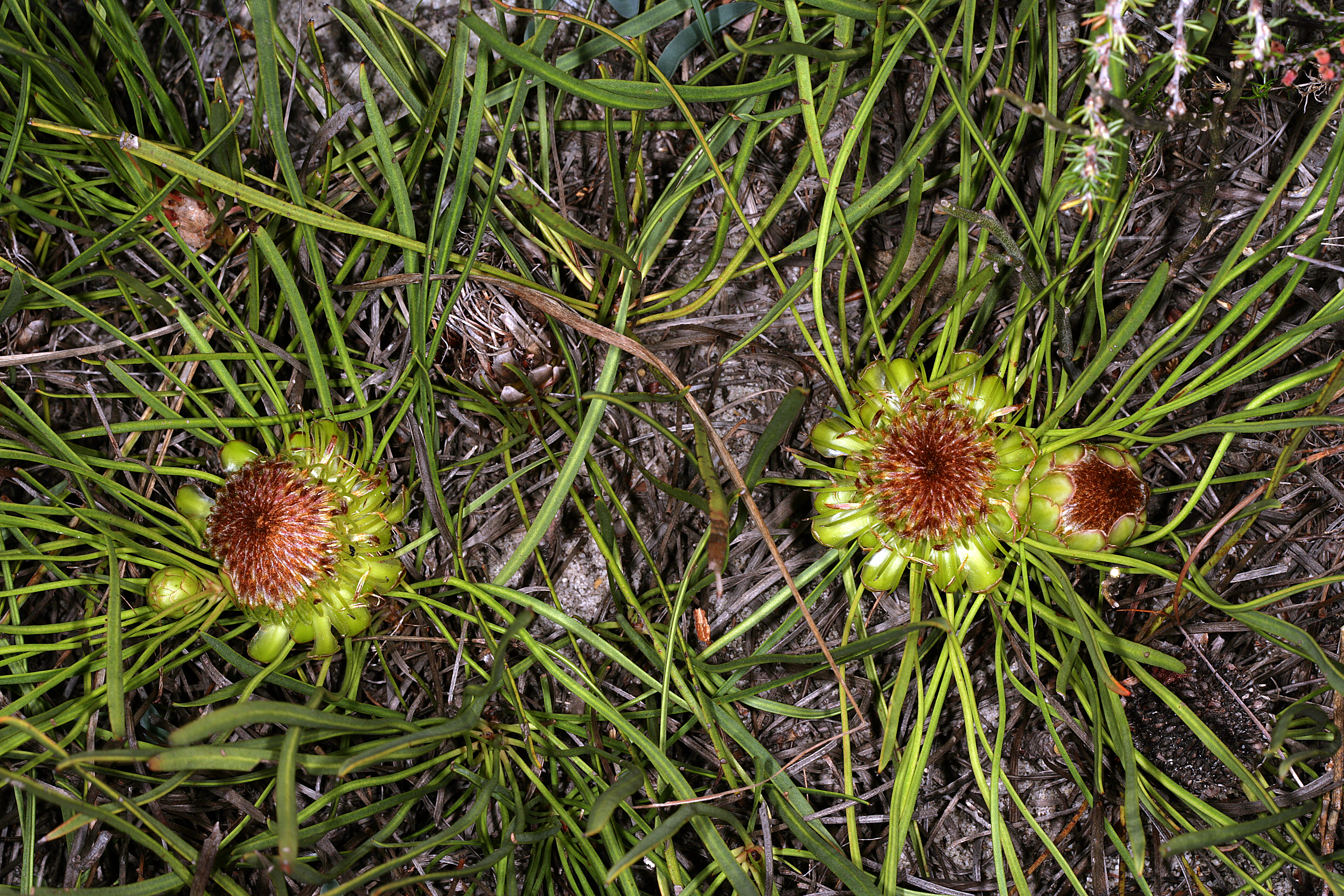
Protea angustata

Protea angustata — карликовый кустарник, вырастает всего до 35 см в высоту. В конечном итоге он может образовывать обширный подземный мат до 1,5 м в диаметре, над которым над почвой выступают редкие пучки листьев. Растения очень загадочные, и их трудно заметить, они не только редки, но и скрыты по форме среди похожей на вид растительности. Большая часть растения постоянно остаётся под землей, и поэтому оно хорошо защищено от лесных пожаров, которые время от времени служаются в его среде обитания. Имеет толстый древесный подвой, от которого отходят многочисленные подземные стебли. Возможно, потому, что у него есть способность снова давать ростки после лесных пожаров, старые кусты продолжают расти в изолированной остаточной среде обитания с высокой устойчивостью. Считается, что этот вид может быть очень старым, продолжительность его жизни насчитывает более века. В культуре кусты начинают цвести только после седьмого года жизни.
Листья очень длинные и узкие и сливаются с другими тростниковыми наземными растениями в его среде обитания. Они гладкие и загнуты вверх, длиной от 12 до 25 см и шириной от 2 до 8 мм. Листья обычно плоские, но иногда могут иметь скрученный край. Кончик заострён, а основание, где лист прикрепляется к стеблю, медленно сужается по ширине к самой широкой части листа.
Цветёт с июля по октябрь с пиком в начале сентября. Образуется только несколько маленьких зеленовато-кремовых цветочных головок около уровня земли. Эти цветочные головки расположены сбоку на стеблях (не на кончиках, поэтому листья растут над ними), они имеют чашевидную форму, шириной всего от 3 до 4,5 см, включая прицветники длиной 22-28 мм от кремово-зелёного до яблочно-зелёного цвета, который окружает настоящие цветки. Верхний край прицветников окаймлён бархатисто-коричневыми волосками. Цветки узкие и трубчатые. Растение однодомное, в каждом цветке представлены представители обоих полов. Цветущие растения имеют сильный дрожжевой запах. Даже при выращивании растения цветут не каждый год, и, как правило, растение образует только две или три цветочные головки.
Семена находятся в капсуле, которая удерживается внутри древесного, высушенного, огнестойкого соцветия, которое само остается на растении после старения. Семена высвобождаются через 1-2 года после цветения, после того, как лесной пожар приводит к раскрытию плода раскрыться. После этого семена разносятся ветром.

## Таксономия
Вид был впервые обнаружен в 1801 году шотландцем Джеймсом Нивеном в горах недалеко от перевала Хаувук. Впервые он был описан Робертом Броуном в его трактате 1810 года О Proteaceae of Jussieu. Отто Кунце перенёс его в Scolymocephalus angustatus в 1891 году, но к 1912 году вид вернулся в род Protea. Видовое название — от латинского слова angustata, «суженный» по отношению к его узким листьям.

## Распространение и местообитание
Вид — эндемик Западно-Капской провинции Южной Африки. Ареал ограничен и проходит вдоль узкой полосы, которая отражает береговую линию в юго-западной части Капской области, обычно не дальше чем в 5 км от моря. Самая большая популяция находится в районе Брайтуотер в Кейптауне, и, возможно, здесь произрастает около 50 % от общего числа растений этого вида. Три самых больших популяции находятся в Прингл-Бэй, Онрюсрифир и Клейнмонде, во всех районах в окрестностях Кейптауна, где наблюдается быстрое развитие городов. Небольшое количество растений этого вида встречается к востоку от города Херманус, но большая часть произрастает к западу от него до залива Прингл. Вид также встречается от гряды Когельберг, через горы Гроенланд и горы Кляйнривье. Несколько изолированные популяции встречаются в горах Свартберг близ Каледона. Как правило, пространственно отдельные растения сильно разбросаны друг от друга.
Вид встречается в южных предгорьях прибрежных гор. Растёт на равнинах и на пологих склонах, обращённых к морю, на песчаных и глинистых почвах. Произрастает в финбоше на глубоких белых песчаных почвах. В Клейнмонде растёт в прибрежных зарослях на сланцевых почвах. Ареал вида характеризуется умеренным климатом, где осадки выпадают в основном зимой. Растёт на высоте от уровня моря до 180 м.

## Экология
Опыление, вероятно, осуществляется животными (мыши, крысы, птицы) или насекомыми. Согласно одному источнику, мыши являются наиболее вероятными опылителями, исходя из того факта, что цветы имеют типичный запах, расположены низко к земле и не имеют ярких цветов, которые привлекают птиц или насекомых.
Периодические лесные пожары уничтожают взрослые растения, но семена могут выжить в таком случае. С другой стороны это долгоживущий вид и пожары уничтожают только надземные органы и растение может переживать пожар, вновь вырастая из толстого корневища и подземных стеблей, и на самом деле огонь, возможно, даже стимулирует новый рост. Цветки обычно появляются через три года после того, как пожар прошёл над территорией. Без огня растения могут ослабнуть и потерять способность к цветению и образования семян..

## Культивирование
Protea angustata культивируется, хотя растение и не имеет особенно декоративный вид. Размножение черенками ещё не разработано, поэтому для выращивания новых растений необходимо сеять семена. Вырастить непросто. Цветочные головки непригодны для использования в качестве срезанного цветка, они нечастые и имеют короткий стебель. Впервые вид был введён в культуру около 1930 года в ботаническом саду Кирстенбош.
Семена необходимо обрабатывать дымом, чтобы стимулировать их рост, а обработка фунгицидами, пока семена ещё не проросли, помогает сохранить ростки живыми. Для растения требуется лёгкая, хорошо дренированная почва. В Южной Африке лучшее время посева — осень. Саженцы нуждаются в солнце, хорошей циркуляции воздуха и предпочитают температуру от 1 до 11 ° C. Прорастание происходит примерно через шесть недель. Требуется регулярный полив в первые два года роста.
Предпочитает солнечное открытое место в саду и его не надо беспокоить после посадки. Требуется хороший дренаж, так как много воды может погубить растения. Обрезка старых цветочных головок и стеблей, поддерживающих их, до земли, будет стимулировать корневища, расположенные ниже, дать новый рост цветоносным ветвям.

## Охранный статус
Это вид, который долгое время был редким. Впервые он был признан «уязвимым» в 1980 году, а затем в 1996 году. В настоящее время вид считается «находящимся под угрозой исчезновения» и входит в красном. Список южноафриканских растений, поддерживаемых SANBI.
В основном ему угрожает потеря среды обитания в результате урбанизации ареала обитания. Другие угрозы представляют собой инвазивные виды растений, а также другие виды Protea. Эти растения выращивают в садах, где раньше производили срезку цветов. Вся дикая популяция составляет всего около 2 тыс. растений. Утверждается, что численность популяции снижается, тем не менее, SANBI заявило, что в 2005 году численность «не снижалась». В то же время они заявляют, что дальнейшее развитие, вероятно, вызовет сокращение дикой популяции как минимум на 20 % к 2045 году.